# Žďárná
Žďárná – wieś i gmina w Czechach, w powiecie Blansko, w kraju południowomorawskim.

## Historia
Pierwsza wzmianka o gminie pochodzi z 1418 roku.
W roku 1869 pod nazwą Žďárna była gminą w powiecie Boskovice, w latach 1880-1890 była gminą w powiecie Boskovice. W 1900 ponownie pod nazwą Žďárna była gminą w tym samym powiecie, w latach 1910-1950 była gminą w powiecie Boskovice, a od 1961 jest gminą w powiecie Blansko.

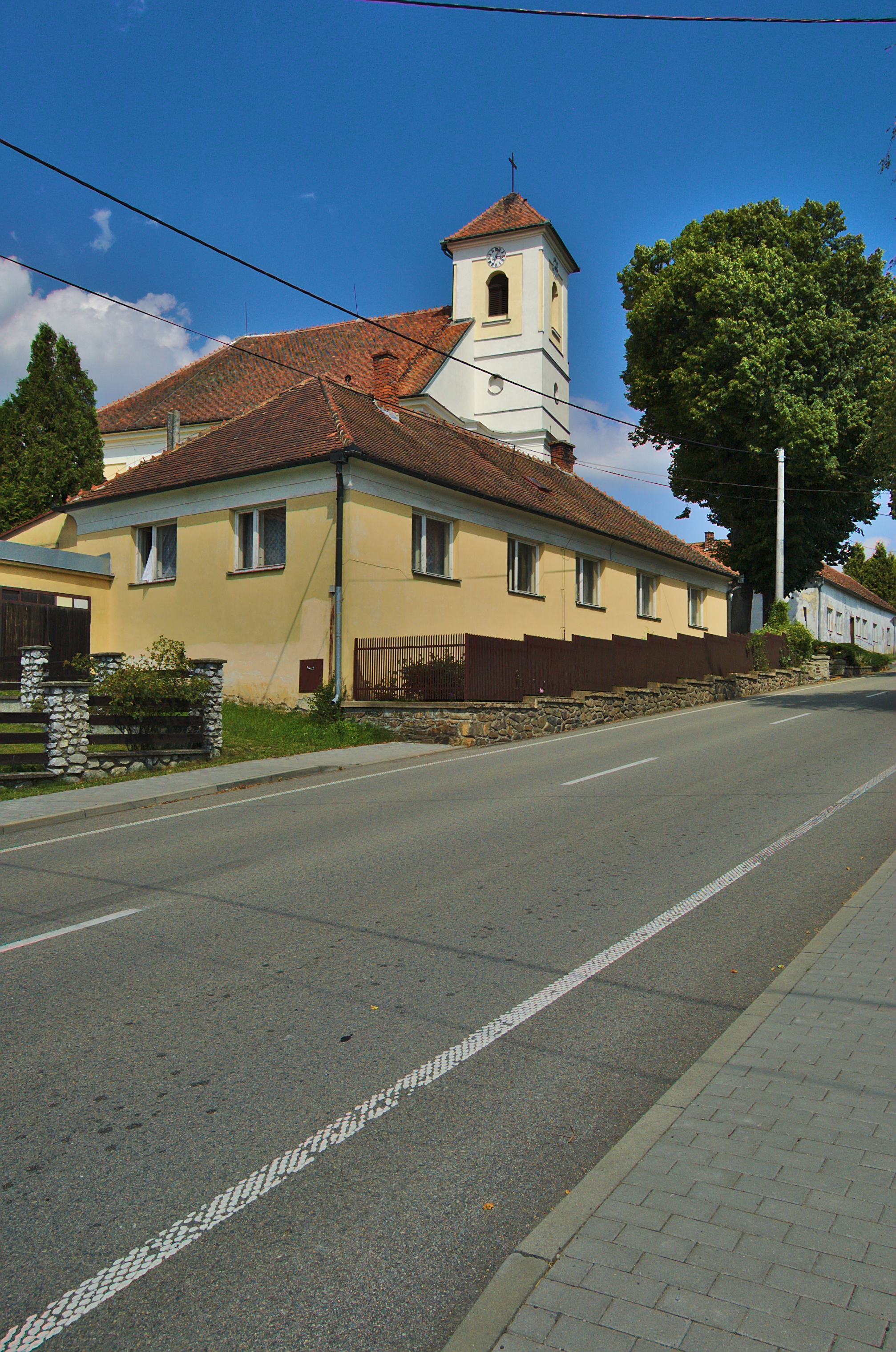
Kościół świętego Bartłomieja

We wsi znajduje się kościół parafialny św. Bartłomieja w dekanacie Boskovice.
Przez miejscowość przebiega droga nr 150.

## Ludność
W 2001 roku rozkład populacji względem narodowości i przynależności etnicznej wyglądał następująco:
- Czesi – 76,68%
- Morawianie – 21,32%
- Ślązacy – 0,14%
- Słowacy – 0,14%
- Ukraińcy – 0,43%
- pozostali – 1,29%

Ze względu na wyznawaną religię struktura mieszkańców kształtowała się w 2001 roku następująco:
- Katolicy rzymscy – 69,38%
- Ewangelicy – 0,29%
- Świadkowie Jehowy – 0,29%
- Ateiści – 19,17%
- pozostali – 15,74%
- Nie podano – 7,87%

### Zmiany liczby ludności na przestrzeni lat
W 2014 zamieszkiwana przez 764 osoby, a w 2015 przez 756 osób.

## Galeria

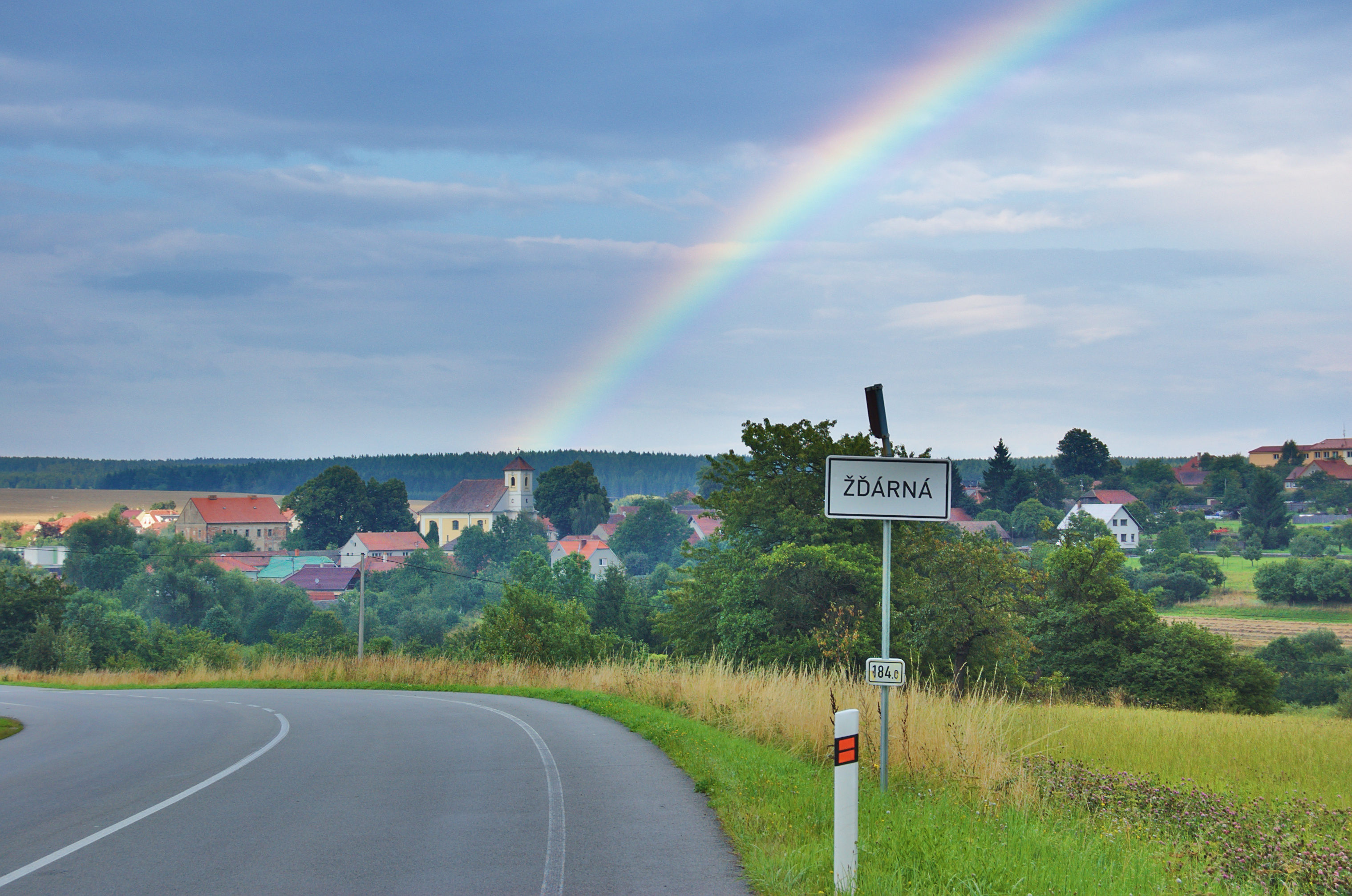
Wjazd do miejscowości
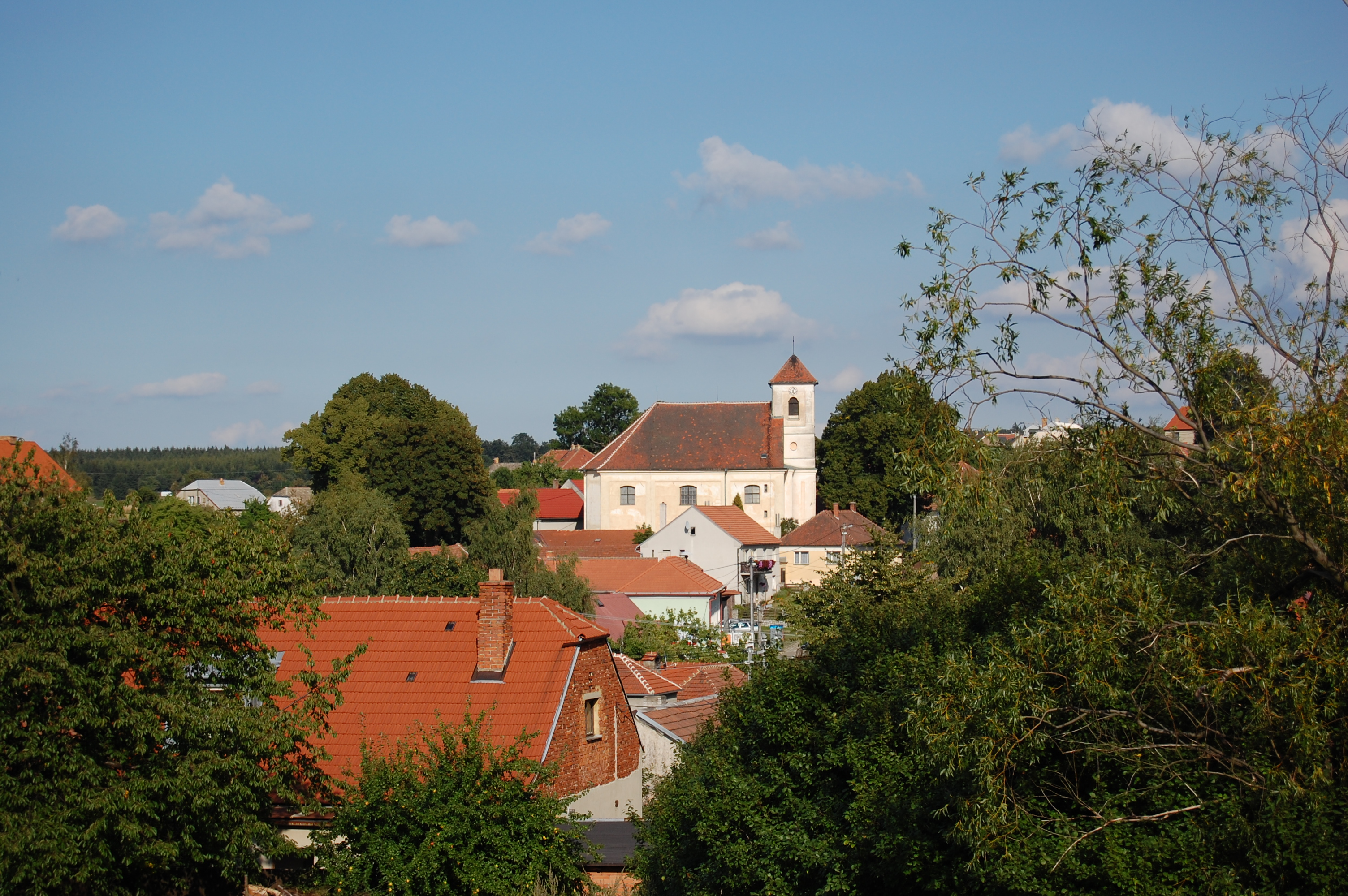
Widok na kościół